# بول ويلان
بول ويلان (بالإنجليزية: Paul Whelan)‏ هو سياسي أسترالي، ولد في 12 ديسمبر 1943. حزبياً، نشط في حزب العمال الأسترالي. وقد انتخب عضو الجمعية التشريعية نيو ساوث ويلز.